# TiMi Studio Group
TiMi Studio Group (em chinês: 天美工作室群), e uma subsidiária da Tencent Games, é um grupo de estúdio de desenvolvimento de jogos com sede em Shenzhen, China e escritórios em Cingapura, Montreal, Seattle, Los Angeles, Chengdu e Xangai. A TiMi gerou uma receita estimada de US$ 10 bilhões em 2020. Alegadamente, a TiMi é a maior operadora e desenvolvedora de videogames do mundo em receita.  Fundada em 2008 como Jade Studio, a TiMi compreende diversas divisões de desenvolvimento com diferentes áreas de atuação e desenvolve jogos de diversos gêneros para PC, mobile e Nintendo Switch, incluindo Honor of Kings, Arena of Valor, Call of Duty: Mobile, Speed Drifters, e Pokémon Unite .

## História

### 2008–2013: Origens como Jade Studio
TiMi começou em 2008 como Jade Studio em Shenzhen na China. O estúdio estreou no mercado chinês de jogos para PC com QQ Speed (conhecido como GKART e Speed Drifters nos mercados ocidentais), o jogo de corrida de maior sucesso da China. Em 2 de julho de 2019, Speed Drifters tinha 700 milhões de usuários registrados, com 200 milhões registrados como jogadores móveis Seguindo Speed Drifters, o estúdio lançou seu próprio RPG online multijogador massivo (MMORPG) intitulado The Legend of Dragon em 2010 e o jogo de tiro em primeira pessoa (FPS) Assault Fire em 2012. Em 2013, o estúdio lançou seu último jogo para PC, que é um jogo de tiro em terceira pessoa (TPS) intitulado Age of Gunslingers, antes de fazerem sua estreia nos jogos para celular com o lançamento de jogos exclusivos do WeChat, como We Match e We Run.

### 2014–2016: Formação do TiMi Studio Group e sucesso chinês
Em 2014, o Jade Studio se fundiu com o Wolong Studio de Chengdu e o Tianmeiyiyou Studio de Xangai para formar o TiMi Studio Group. Após a fusão, em 2015, a divisão de desenvolvimento do grupo TiMi-L1 estreou em jogos móveis com o enorme jogo Multiplayer Online Battle Arena (MOBA), Honor of Kings. Em julho de 2019, Honor of Kings é o jogo para celular mais lucrativo do mundo no primeiro semestre de 2019, faturando mais de US$ 728 milhões.
Em 2016, a divisão introduziu a King Pro League (KPL); um esporte competitivo oficial para Honor of Kings. A KPL marcou a primeira entrada da divisão e do grupo de estúdio nos esportes eletrônicos, fornecendo um prêmio total de US$ 12 milhões.

### 2016–2020: Crescimento mundial, Arena of Valor, Call of Duty: Mobile e Pokémon UNITE
Após o sucesso de Honor of Kings, em 2016, a divisão de desenvolvimento do grupo TiMi-J6 lançou Arena of Valor. O jogo MOBA foi lançado para dispositivos móveis e Nintendo Switch em mais de 50 países na Ásia, Europa, América do Norte e América do Sul, expandindo o alcance do grupo em todo o mundo, com mais de 13 milhões de usuários ativos mensais relatados em maio de 2019. O jogo tornou-se parte do evento de demonstração de esportes eletrônicos nos Jogos Asiáticos de 2018 e nos Jogos do Sudeste Asiático de 2019.
No dia 19 de março de 2019, no Game Developers Conference (GDC) em São Francisco, Califórnia, a Activision anunciou que estava fazendo parceria com o TiMi Studio Group para desenvolver seu próximo título, Call of Duty: Mobile. O jogo foi desenvolvido pela divisão TiMi-J3 e lançado mundialmente em 1 de outubro de 2019. Em 4 de outubro de 2019, o jogo ultrapassou 35 milhões de downloads e mais de US$ 2 milhões em receitas. Em dezembro de 2019, o jogo recebeu o prêmio de Melhor Jogo para Celular no The Game Awards.
Em julho de 2019 foi anunciado que o grupo de estúdio e The Pokémon Company estão desenvolvendo um novo jogo do Pokémon, que foi revelado em 24 de junho de 2020, chamado Pokémon UNITE, um jogo arena de batalha multijogador em linha (MOBA) para celular e Nintendo Switch.

### 2020–presente: Team Kaiju, Code: J, Records
Em maio de 2020, o grupo de estúdio anunciou o ex-343 Industries e desenvolvedor da Ubisoft, Scott Warner, como chefe de estúdio na América do Norte. Scott Warner liderará o Team Kaiju da TiMi (estilizado como TEAM KAIJU), que foi revelado em 15 de outubro de 2021. A subsidiária está trabalhando em um jogo de tiro em primeira pessoa (FPS) sem nome para o mercado de PC e console.
em 27 de junho de 2020, o grupo de estúdio e a SNK anunciaram um novo jogo para celular sem nome, código: J, para a clássica franquia de arcade Metal Slug.
Em novembro de 2020, o grupo de estúdio anunciou que Honor of Kings estabeleceu um recorde de 100 milhões de usuários ativos diários em média em todo o mundo.
Em julho de 2021, o grupo estabeleceu uma nova divisão localizada em Montreal, Canadá. A classificação da divisão é TiMi-F1 e o foco de desenvolvimento é um jogo AAA de mundo aberto.
Em maio de 2021, O grupo de estúdios anunciou uma parceria estratégica com o Xbox Game Studios.
Em junho de 2022, TiMi L1 Studio, uma divisão de desenvolvimento do grupo, anunciou uma parceria estratégica com a Level Infinite na publicação de Honor of Kings em todo o mundo, onde a Level Infinite assumirá a publicação, eSports, mas a TiMi as operações e a comunidade. O videogame cinco contra cinco no gênero multiplayer online battle arena (MOBA) será adaptado em áreas onde Arena of Valor do TiMi J6 Studio compartilha eSports com o In Honor of Kings World Championship (KCC), sob TiMi eSports, mas não alcançou  a base de jogadores esperada.
Em agosto de 2022, Nicolas 'Sparth' Bouvier anunciou que havia se juntado ao Team Kaiju como Diretor de Arte Sênior.  Anteriormente, Sparth estava na franquia Halo há 14 anos, atuando como Diretor de Arte durante a maior parte desse mandato.

## Lista de jogos
| Ano  | Título                                             | Gênero(s)                                                        | Plataforma(s)                 | Divisões de desenvolvimento |
| ---- | -------------------------------------------------- | ---------------------------------------------------------------- | ----------------------------- | --------------------------- |
| 2007 | QQ Three Kingdoms                                  | Arcade                                                           | Microsoft Windows             | L1                          |
| 2008 | QQ Speed (GKART / Speed Drifters)                  | Corrida                                                          | Microsoft Windows             | J1                          |
| 2010 | The Legend of Dragon                               | MMORPG                                                           | Microsoft Windows             | J2                          |
| 2011 | The King of Dazzling Fighters / King of Combat     | Luta                                                             | Microsoft Windows             | J5                          |
| 2012 | Assault Fire                                       | Tiro em primeira pessoa                                          | Microsoft Windows             | J3                          |
| 2013 | Age of Gunslingers                                 | Tiro em primeira pessoa                                          | Microsoft Windows             | J4                          |
| 2013 | We Match                                           | Casual                                                           | Android, iOS                  | T1 & J4                     |
| 2013 | We Run \                                           | Casual                                                           | Android, iOS                  | T1 & J4                     |
| 2014 | We Fight                                           | Casual                                                           | Android, iOS                  | L1                          |
| 2014 | We Drift                                           | Casual                                                           | Android, iOS                  | J1                          |
| 2014 | Let's Catch Demons Together! / Let's Hunt Monsters | Casual                                                           | Android, iOS                  |                             |
| 2014 | Eliminator Alliance                                | Casual                                                           | Android, iOS                  | T1                          |
| 2014 | Fantasy Fighters                                   | Luta                                                             | Android, iOS                  | J5                          |
| 2015 | Crossfire Legends                                  | Tiro em primeira pessoa                                          | Android, iOS                  | J3                          |
| 2015 | Honor of Kings                                     | Multiplayer online battle arena                                  | Android, iOS                  | L1                          |
| 2016 | Arena of Valor                                     | Multiplayer online battle arena                                  | Android, iOS, Nintendo Switch | J6                          |
| 2017 | King of Chaos                                      | RPG                                                              | Android, iOS                  | T1                          |
| 2017 | QQ Speed: Mobile / Garena Speed Drifters           | Corrida                                                          | Android, iOS                  | J1                          |
| 2018 | The Legend of Dragon: Mobile                       | MMORPG                                                           | Android, iOS                  | J2                          |
| 2018 | PlayerUnknown's Battlegrounds: Army Attack         | Battle royale                                                    | Android, iOS                  | J3                          |
| 2018 | The King of Fighters: Destiny                      | Fighting                                                         | Android, iOS                  | J3                          |
| 2018 | Contra Returns                                     | Jogo de corrida e armas                                          | Android, iOS                  | J1                          |
| 2019 | Battle Through The Heavens                         | MMORPG                                                           | Android, iOS                  | T1                          |
| 2019 | Saint Seiya: Awakening                             | Estratégia por turnas RPG                                        | Android, iOS                  | L1                          |
| 2019 | Call of Duty: Mobile                               | Tiro                                                             | Android, iOS                  | J3                          |
| 2021 | Pokémon Unite                                      | Arena de batalha multijogador em linha, Estratégia em tempo real | Android, iOS, Nintendo Switch |                             |
| 2022 | Age of Empires: Return to Empire                   | Estratégia em tempo real                                         | Android, iOS                  |                             |
| 2024 | Age of Empires Mobile                              | Estratégia em tempo real                                         | Android, iOS                  |                             |
| TBA  | Metal Slug Code: J                                 | Jogo de corrida e armas                                          | Android, iOS                  |                             |
| TBA  | Honor of Kings: World                              | Ação e Aventura                                                  | TBA                           | L2                          |
| TBA  | Jogo do Monster Hunter sem título                  | TBD                                                              | Dispositivos móveis           |                             |

## Referência
1. ↑  Li, Pei; Munroe, Tony (2 de abril de 2021). «Exclusive: Tencent's Timi gaming studio generated $10 billion in 2020, sources say». Reuters (em inglês). Consultado em 27 de dezembro de 2021. Cópia arquivada em 27 de dezembro de 2021
2. ↑  «"QQ飞车"用户超过7亿，11年来它的成绩到底如何？ - 触乐». www.chuapp.com. Consultado em 18 de setembro de 2019. Cópia arquivada em 30 de novembro de 2020
3. ↑  «腾讯互娱成立4个工作室群 任宇昕：快速高效 激励创新_游戏_腾讯网». 6 de agosto de 2016. Consultado em 18 de setembro de 2019. Cópia arquivada em 6 de agosto de 2016
4. ↑  Li, Gabriel (5 de julho de 2019). «Honor of Kings Becomes Most Profitable Mobile Game Globally in the First Half of 2019». Pandaily (em inglês). Consultado em 19 de setembro de 2019. Cópia arquivada em 24 de setembro de 2020
5. ↑  Fitch, Adam (17 de setembro de 2018). «King Pro League expands into APAC, finds news non-endemic sponsors». Esports Insider (em inglês). Consultado em 19 de setembro de 2019. Cópia arquivada em 9 de agosto de 2020
6. ↑  Lee, David (14 de julho de 2019). «Arena of Valor Enjoys Skyrocketing Popularity Like its Chinese Counterpart Honour of Kings». Pandaily (em inglês). Consultado em 18 de setembro de 2019. Cópia arquivada em 21 de setembro de 2020
7. ↑  Machkovech, Sam (19 de março de 2019). «Call of Duty Mobile announced for iOS, Android, made by China's Tencent». Ars Technica (em inglês). Consultado em 18 de setembro de 2019. Cópia arquivada em 26 de julho de 2019
8. ↑  «Call of Duty: Mobile Reaches 35 Million Downloads in 3 Days». www.digitaltrends.com. 4 de outubro de 2019. Consultado em 7 de outubro de 2019. Cópia arquivada em 7 de outubro de 2019
9. ↑  Awards, The Game. «Mobile Game | Nominees | The Game Awards». Mobile Game | Nominees | The Game Awards. Consultado em 28 de janeiro de 2020. Cópia arquivada em 28 de janeiro de 2020
10. ↑  «China to finally get official game three years after Pokemon Go ban». South China Morning Post (em inglês). 23 de julho de 2019. Consultado em 18 de setembro de 2019. Cópia arquivada em 5 de setembro de 2019
11. ↑  «Tencent TiMi Studio Group developing new Pokemon title». Gematsu (em inglês). 22 de julho de 2019. Consultado em 18 de setembro de 2019. Cópia arquivada em 1 de agosto de 2019
12. ↑  «Game Freak's big new Pokemon announcement is Pokemon Unite, a strategic battle game with Tencent». Destructoid (em inglês). 24 de junho de 2020. Consultado em 24 de junho de 2020. Cópia arquivada em 24 de junho de 2020
13. ↑  «Pokémon UNITE | Video Games & Apps». www.pokemon.com. Consultado em 28 de junho de 2020. Cópia arquivada em 1 de fevereiro de 2021
14. ↑  «Scott Warner to lead Tencent's new TiMi Studios location in LA». Consultado em 26 de maio de 2020. Cópia arquivada em 27 de maio de 2020
15. ↑  Wilde, Thomas (15 de outubro de 2021). «Interview with creative director at Tencent subsidiary TiMi's new Seattle studio, 'Team Kaiju'». GeekWire (em inglês). Consultado em 15 de outubro de 2021. Cópia arquivada em 15 de outubro de 2021
16. ↑  Batchelor, James (15 de outubro de 2021). «Tencent-owned Team Kaiju is searching for the untapped fantasies of first-person shooters». GamesIndustry.biz (em inglês). Consultado em 15 de outubro de 2021. Cópia arquivada em 15 de outubro de 2021
17. ↑  «Tencent-developed Metal Slug Code: J announced for iOS, Android». Gematsu (em inglês). 27 de junho de 2020. Consultado em 28 de junho de 2020. Cópia arquivada em 28 de junho de 2020
18. ↑  Li, Pei (1 de novembro de 2020). «Tencent's Honor of Kings reports 100 million daily users, expands into new genres». Reuters (em inglês). Consultado em 2 de dezembro de 2020. Cópia arquivada em 3 de dezembro de 2020
19. ↑  Ye, Josh (20 de outubro de 2021). «Tencent said to form gaming studio for metaverse-like developments». South China Morning Post (em inglês). Consultado em 20 de outubro de 2021. Cópia arquivada em 20 de outubro de 2021
20. ↑  Takahashi, Dean (19 de julho de 2021). «Tencent's TiMi opens third North American triple-A game studio in Montreal». VentureBeat (em inglês). Consultado em 20 de outubro de 2021. Cópia arquivada em 20 de outubro de 2021
21. ↑  «官宣！腾讯天美工作室群正式与Xbox Game Studios达成战略合作关系». Weixin Official Accounts Platform. Consultado em 16 de outubro de 2022. Cópia arquivada em 18 de outubro de 2022
22. ↑  Peters, Jay (13 de maio de 2021). «Xbox is partnering with the studio behind the world's biggest mobile games». The Verge (em inglês). Consultado em 16 de outubro de 2022. Cópia arquivada em 16 de outubro de 2022
23. ↑  Astle, Aaron; Writer, Staff. «Honor of Kings global mobile launch confirmed for 2022». pocketgamer.biz. Consultado em 23 de junho de 2022. Cópia arquivada em 23 de junho de 2022
24. ↑  «Level Infinite and TiMi Studio Group to launch 'Honor of Kings' globally on mobile devices». AnimationXpress (em inglês). 9 de junho de 2022. Consultado em 23 de junho de 2022. Cópia arquivada em 23 de junho de 2022
25. ↑  «Level Infinite Bersama dengan TiMi Studio Group Siap Luncurkan Honor of Kings Secara Global». VOI - Waktunya Merevolusi Pemberitaan (em indonésio). Consultado em 23 de junho de 2022. Cópia arquivada em 23 de junho de 2022
26. ↑  «炫斗之王 官方网站 - 腾讯游戏». xd.qq.com. Consultado em 26 de junho de 2020. Cópia arquivada em 1 de julho de 2020
27. ↑  «逆战官方网站 - 腾讯游戏». nz.qq.com. Consultado em 24 de junho de 2020. Cópia arquivada em 27 de junho de 2020
28. ↑  «枪神纪 官方网站 - 腾讯游戏». tps.qq.com. Consultado em 24 de junho de 2020. Cópia arquivada em 26 de junho de 2020
29. ↑  «天天爱消除 官方网站 - 腾讯游戏». peng.qq.com. Consultado em 27 de junho de 2020. Cópia arquivada em 27 de junho de 2020
30. ↑  «天天酷跑 官方网站 - 腾讯游戏». pao.qq.com. Consultado em 27 de junho de 2020. Cópia arquivada em 29 de junho de 2020
31. ↑  «天天来塔防 官方网站 - 腾讯游戏». tafang.qq com. Consultado em 27 de junho de 2020[ligação inativa]
32. ↑  «天天飞车 官方网站 - 腾讯游戏». ttfc.qq.com. Consultado em 27 de junho de 2020. Cópia arquivada em 27 de junho de 2020
33. ↑  «一起来抓妖 官方网站 - 腾讯游戏». zhuayao.qq.com. Consultado em 27 de junho de 2020. Cópia arquivada em 27 de junho de 2020
34. ↑  «消除者联盟 官方网站 - 腾讯游戏». change.qq.com. Consultado em 27 de junho de 2020. Cópia arquivada em 2 de janeiro de 2020
35. ↑  «天天炫斗 官方网站 - 腾讯游戏». ttxd.qq.com. Consultado em 26 de junho de 2020. Cópia arquivada em 1 de julho de 2020
36. ↑  «穿越火线:枪战王者 官方网站 - 腾讯游戏». cfm.qq.com. Consultado em 25 de junho de 2020. Cópia arquivada em 25 de junho de 2020
37. ↑  «王者荣耀 官方网站 - 腾讯游戏». pvp.qq.com. Consultado em 24 de junho de 2020. Cópia arquivada em 19 de junho de 2020
38. ↑  «傳說對決 官方网站 - 腾讯和Garena游戏». moba.garena.tw. Consultado em 24 de junho de 2020. Cópia arquivada em 16 de maio de 2020
39. ↑  «Arena of Valor». www.arenaofvalor.com. Consultado em 24 de junho de 2020. Cópia arquivada em 25 de junho de 2020
40. ↑  «Arena of Valor for Nintendo Switch - Nintendo Game Details». www.nintendo.com (em inglês). Consultado em 24 de junho de 2020. Cópia arquivada em 27 de junho de 2020
41. ↑  «乱世王者 官方网站 - 腾讯游戏». slg.qq.com. Consultado em 27 de junho de 2020. Cópia arquivada em 29 de junho de 2020
42. ↑  «QQ飞车手游 官方网站 - 腾讯游戏». speedm.qq.com. Consultado em 24 de junho de 2020. Cópia arquivada em 26 de junho de 2020
43. ↑  «Garena Speed Drifters». speed.garena.com. Consultado em 24 de junho de 2020. Cópia arquivada em 4 de julho de 2020
44. ↑  «御龙在天移动版 官方网站 - 腾讯游戏». ylzt.qq.com. Consultado em 27 de junho de 2020. Cópia arquivada em 29 de junho de 2020
45. ↑  «绝地求生:全军出击 官方网站 - 腾讯游戏». pubgm.qq.com. Consultado em 24 de junho de 2020. Cópia arquivada em 27 de junho de 2020
46. ↑  «拳皇命运手游 官方网站 - 腾讯游戏». kofd.qq.com. Consultado em 27 de junho de 2020. Cópia arquivada em 27 de junho de 2020
47. ↑  «魂斗罗:归来 官方网站 - 腾讯游戏». hdl.qq.com. Consultado em 27 de junho de 2020. Cópia arquivada em 28 de junho de 2020
48. ↑  «Contra: Return». contra.garena.com. Consultado em 24 de junho de 2020. Cópia arquivada em 26 de junho de 2020
49. ↑  «斗破苍穹: 斗帝之路 官方网站 - 腾讯游戏». dp.qq.com. Consultado em 27 de junho de 2020. Cópia arquivada em 11 de novembro de 2019
50. ↑  «圣斗士星矢 官方网站 - 腾讯游戏». sds.qq.com
51. ↑  «《Saint Seiya: Awakening》Mobile Game Official Website - authorized by Masami Kurumada». sssea.gtarcade.com. Consultado em 24 de junho de 2020. Cópia arquivada em 21 de junho de 2020
52. ↑  «使命召唤手游 官方网站 - 腾讯游戏». codm.qq.com. Consultado em 27 de junho de 2020. Cópia arquivada em 27 de junho de 2020
53. ↑  «Call of Duty: Mobile». www.callofduty.com (em inglês). Consultado em 24 de junho de 2020. Cópia arquivada em 26 de junho de 2020
54. ↑  «Call of Duty: Mobile - Garena Official Website». codm.garena.com (em inglês). Consultado em 11 de julho de 2020. Cópia arquivada em 14 de março de 2020
55. ↑  Obedkov, Evgeny (30 de março de 2022). «Return to Empire aka Age of Empires Mobile breaks into top 10 highest-grossing iOS games in China». Game World Observer (em inglês). Consultado em 16 de outubro de 2022. Cópia arquivada em 16 de outubro de 2022
56. ↑  bobh (8 de novembro de 2022). «TiMi Studio Group and Capcom Co., Ltd. working on a new Monster Hunter Title». TiMi Studio Group (em inglês). Consultado em 8 de novembro de 2022. Cópia arquivada em 8 de novembro de 2022

## Ligações Externas
- «Sítio oficial»
- Team Kaiju